# 旭琉會 (1970年)

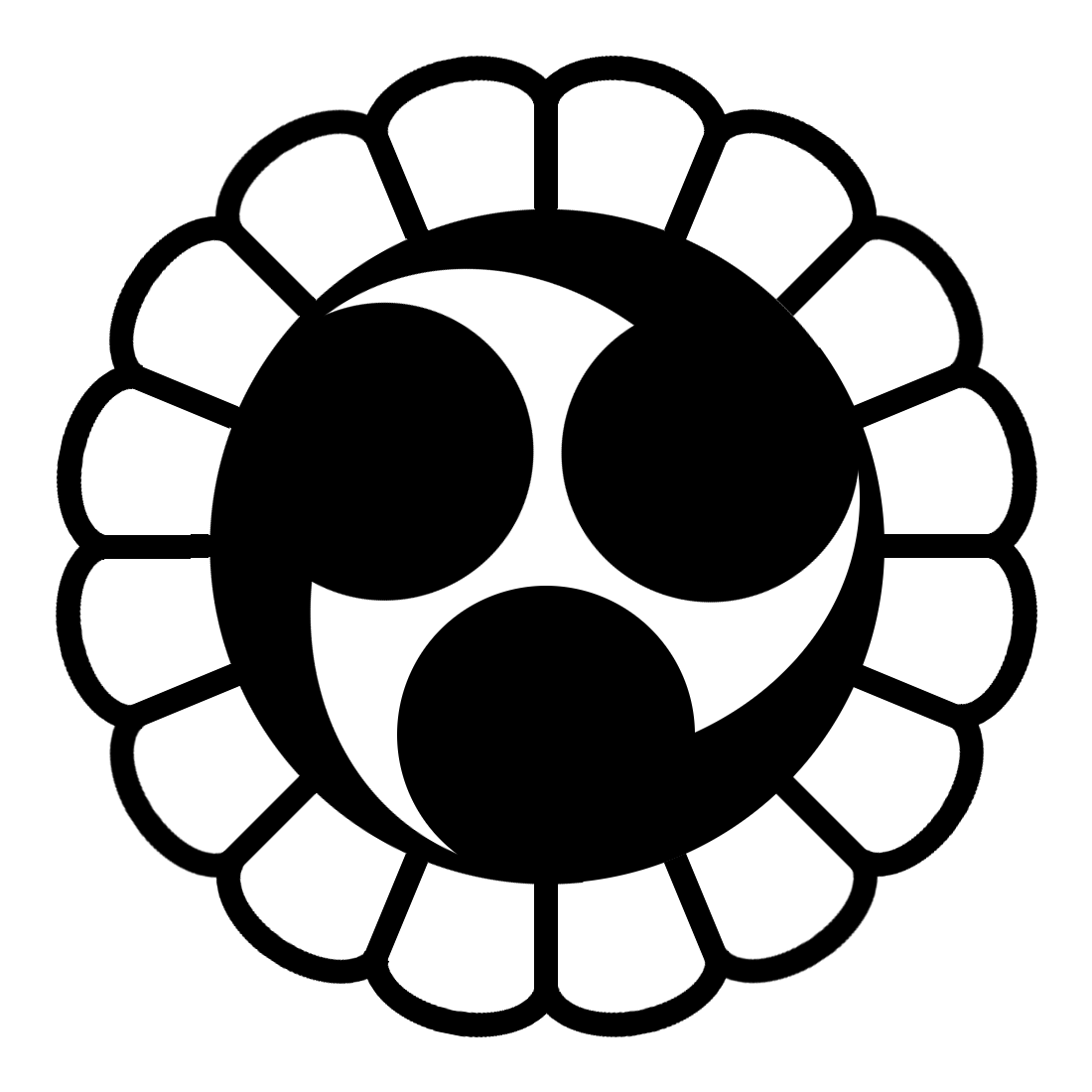
旭琉會的代紋、源至於琉球王國王家的紋章:左三巴紋 [http://ja.wikipedia.org/wiki/%E7%90%89%E7%90%83%E7%8E%8B%E5%9B%BD#fn_coa_2

四代目旭琉會（四代目旭琉会），本部設立於沖繩那霸市首里石嶺町4-301-6，日本的指定暴力團（黑社會組織）。組織在2012年3月約有200人（非正式成員在內約350人）。
旭琉會的歷史跟二次大戰後的沖繩有密切的關係。當時是沖繩歸還（二戰時原為美國佔據，於1972年歸還日本）的時期，當時沖繩由「那霸派」與「山原派」兩派黑道勢力互相不停爭鬥，後來為了防止日本本島的黑社會勢力進到沖繩來，因此兩派於1970年12月共組成沖繩連合旭硫會，但是組織還是不斷發生內鬥與分裂的事件。
1983年，翁長良宏就任「三代目旭琉會」會長，當時組織成員約1000人，是沖繩縣內最大勢力的暴力團。
後來，三代目會長·翁長良宏（翁長派）與擔任理事長的富永清（富永派）互相為爭奪旭琉會的主導權而分裂。1990年9月，富永派另組沖繩旭琉會。兩派的抗爭包含白天於街頭發生槍戰、投擲火炎瓶等激烈抗爭。兩派的惡鬥更發生錯殺高中生，以及便衣刑警多次遭到射殺的社會事件，也因此讓一般世上更加強化排除黑社會的評論。沖繩縣也因此立法暴力團對策法以及強化警方取締。
1992年6月，沖繩縣公安委員會將三代目旭琉會列為指定暴力團。
2010年7月、旭琉會四代目會長花城松一繼承。
2011年11月、富永清為首的沖繩旭琉會與花城松一為首的四代目旭琉會合併為「旭琉會」，以『富永清』為會長，舊旭琉會於2012年3月29日結束。

## 歷代會長
- 初代：仲本善忠
- 二代目：多和田真山
- 三代目：翁長良宏
- 四代目：花城松一

## 最高幹部
- 會長·花城松一（原沖島一家總長；那霸市）

- 吳屋榮信（丸良一家總長；那霸市）
- 仲程光男（二代目丸長一家總長；浦添市）
- 志慶真盛繁
- 高江洲良吉（錦一家總長；那霸市）
- 中村實（櫻一家總長；那霸市）
- 安慶名譽夫（譽一家總長；沖繩市）
- 糸數幸昌（ナニワ一家總長；那霸市）
- 志多伯幸仁（志多伯一家總長；宇流麻市）
- 久高將茂（丸宏一家總長；那霸市）
- 金城正雄（金星一家總長）
- 糸數光秀（洸成一家總長；與那原町）
- 知念正人（知念一家總長；沖繩市）
- 宮城正春（二代目丸神一家總長；糸滿市）

### 下部組織

#### 那霸市
- 沖島一家
- 丸良一家
- ナニワ一家
- 座安一家
- 錦一家
- 櫻一家
- 丸宏一家
- 一心一家

#### 沖繩市
- 譽一家
- 知念一家

#### 宇流麻市
- 嘉手苅一家
- 志多伯一家

#### 與那原町
- 洸成一家

#### 浦添市
- 二代目丸長一家

#### 糸滿市
- 二代目丸神一家

不明
- 金星一家
- 二代目錦志一家

| 會社名       | 郵便番號       | 本部住所                           |
| ------------ | -------------- | ---------------------------------- |
| 三代目旭琉會 | 番號〒903-0804 | 沖繩縣那霸市首里石嶺町4-301        |
| 丸良一家     | 〒902-0067     | 沖繩県那霸市安鄉88-13タカノビル501 |
| 譽一家       | 〒904-2151     | 沖繩縣沖繩市松本2-13-20            |
| 錦一家       | 〒900-0016     | 沖繩縣那霸市前島3-9-1              |
| 沖島一家     | 〒903-0804     | 沖繩縣那霸市首里石嶺町4-301-6      |